# عبد الله بن سفيان
الصحابي عبد الله بن سفيان بن عبد الأسد بن هلال بن عبد الله بن عمر بن مخزوم القرشيّ المخزوميّ، من بني مخزوم، عمه أبو سلمة بن عبد الأسد، أمه ريطة بنت عبد بن أبي قيس ابن عبد وُدّ بن نَصْر بن مالك بن حِسْل بن عامر بن لُؤيّ، وهي أخت عمرو بن عبد وُدّ الذي قتله علي بن أبي طالب في غزوة الخندق، وكان هبّار قديم الإسلام بمكّة وهاجر إلى أرض الحبشة في الهجرة الثانية مع أخيه هبار بن سفيان، وقُتل في معركة اليرموك بالشأم في سنة 15 هـ في خلافة عمر بن الخطاب.

## روايته للحديث
روي عن النبي الحديث منه :
- عن عبد الله بن سفيان عن النبي قال :[3]«لا صام من صام الأبد»
- عن عبد الله بن سفيان :[4] «أنَّ النَّبيَّ ﷺ احتجمَ وهوَ صائمٌ»